# Gervaise von Bazoches
Gervaise von Bazoches († Mai 1108 in Damaskus) war französischer Kreuzfahrer und Fürst von Galiläa.
Gervaise stammte aus dem Haus Bazoches (Bazoches-sur-Vesles, Département Aisne), wo sein älterer Bruder Hugo Herr war. Gervaise selbst war zunächst advocatus in Mont-Notre-Dame. 1098 schloss er sich dem Ersten Kreuzzug an, mit dem er nach Jerusalem gelangte. Dort war er ein Beamter unter König Balduin I. Als 1106 Hugo von St. Omer in muslimischer Gefangenschaft starb, ernannte Balduin Gervaise zu dessen Nachfolger als Fürst von Galiläa. Möglicherweise schon 1104, spätestens aber nach Hugos Tod wurde Gervaise auch Hugos Nachfolger als Seneschall von Jerusalem.
Im Mai 1108 unterlag Gervaise mit einer Truppe von achtzig Rittern und zweihundert Infanteristen im Gefecht gegen Tugtakin, den Atabeg von Damaskus. Gervaise wurde, wie schon sein Vorgänger, gefangen genommen. Tugtakin forderte die Übergabe der Städte Akkon, Haifa und Tiberias im Austausch für seine Freilassung. König Balduin lehnte dies ab und bot stattdessen ein Lösegeld in Silbermünzen. Gervaise wurde daraufhin, wie schon sein Vorgänger, hingerichtet.
Nach seinem Tod wurde Tankred von Tarent wieder Fürst von Galiläa, der bereits 1100 bis 1101 das Fürstentum innegehabt hatte.